# Robert Smyth McColl
Robert Smyth McColl (Glasgow, 13 aprile 1876 – Glasgow, 25 novembre 1959) è stato un calciatore e imprenditore scozzese, di ruolo attaccante.
Dopo il ritiro fondò assieme al fratello la catena di edicole RS McColl, in attività ancora oggi.

## Palmarès

### Club

#### Competizioni nazionali
- Campionato inglese: 1

Newcastle: 1904-1905